# Asterina cannonii
Asterina cannonii är en svampart som beskrevs av Hosag. & C.K. Biju 2005. Asterina cannonii ingår i släktet Asterina och familjen Asterinaceae.   Inga underarter finns listade i Catalogue of Life.